# Smålands runinskrifter 29
Sm 29 är en vikingatida runsten i Ingelstad, Ljungby kommun, i Småland. Liksom den närbelägna Sm 27 nämner den en färd till England. Stenen var ursprungligen belägen cirka 30 meter norr om nuvarande plats, vid ån Lagan.

## Inskriften
Translitterering av runraden:
…r · rsþi · stin · eftiʀ · þur(k)iʀ · faþur · sin · saʀ · (e)(t)aþis · o · -klanti ·
Normalisering till runsvenska:
… ræisþi stæin æftiʀ Þorgæiʀ, faður sinn. Saʀ ændaðis a [Æ]nglandi.
Översättning till nusvenska:
… reste stenen efter Torger, sin fader. Han dog i England.